# Маяк (завод, Севастополь)
Завод «Маяк» (Севастопольский завод судовой светотехники «Маяк») — во времена СССР второй по величине (после Севастопольского морского завода) завод в городе-герое Севастополь. Крупное промышленное градообразующее электротехническое предприятие судовой отрасли.

## История завода
Завод был организован на базе цеха № 5, п/я 4 (так тогда именовались предприятия) в 1964 году, на основании Приказа № 0352 Госкомитета по судостроению СССР. До 1-го января 1967 года состоял в подчинении у опытного предприятия п/я 1157. С начала 1967 года завод был выделен как самостоятельная хозяйственная организация. Впоследствии к нему было присоединено предприятие «Луч».
С 1967 года предприятие получило самостоятельный статус. На территории завода были созданы цеха по производству и сборке судовых приборов и светильников. Позже территория завода включала несколько цехов, корпуса для бытовых нужд, столовые, детский сад и магазины, очистные сооружения. Располагался завод на улице Фиолентовское шоссе, 1. В середине 1970-х к проходной завода вёл отдельный маршрут севастопольского троллейбуса № 11. Число рабочих достигало 2000 человек. Во времена СССР предприятие было одним из самых прибыльных в городе.
В 1985 году завод был переименован в Производственное объединение «Маяк». Завод являлся инициатором и застройщиком отдельных объектов строительства: детских садов, библиотек, жилых домов малосемейного типа (микрорайонов).
После распада СССР завод был переименован в ОАО «Севастопольский маяк». В середине нулевых завод продолжал выпуск продукции в своем основном направлении: судовые светильники и приборы для судов и кораблей. Впрочем, штат завода тогда существенно сократился. Над выпуском приборов трудилось не более двухсот человек. В какой-то момент после крымского референдума предприятие почти прекратило своё существование.
В настоящее время на территории завода «Маяк» расположена Ассоциация "Технопарк «Маяк». Она объединяет завод по выпуску судовой светотехники «Маяк» и другие предприятия, имеющие промышленную специализацию.

## Основные направления производства
В цехах Севастопольского завода «Маяк» выполнялись государственные заказы на производство приборов и светильников. В СССР деятельность предприятия была засекречена. Выпускались приборы «Луч», «Каскад», «Аквилон» и другие. Приоритетной задачей завода всегда был выпуск судовых светильников. Для этой цели были отлажены штамповочный, механообрабатывающий цеха, привезены станки ЧПУ, выстроены конвейерные линии по выпуску приборной техники. Основное направление деятельности завод сохраняет и по сей день.